# علم فلسطين

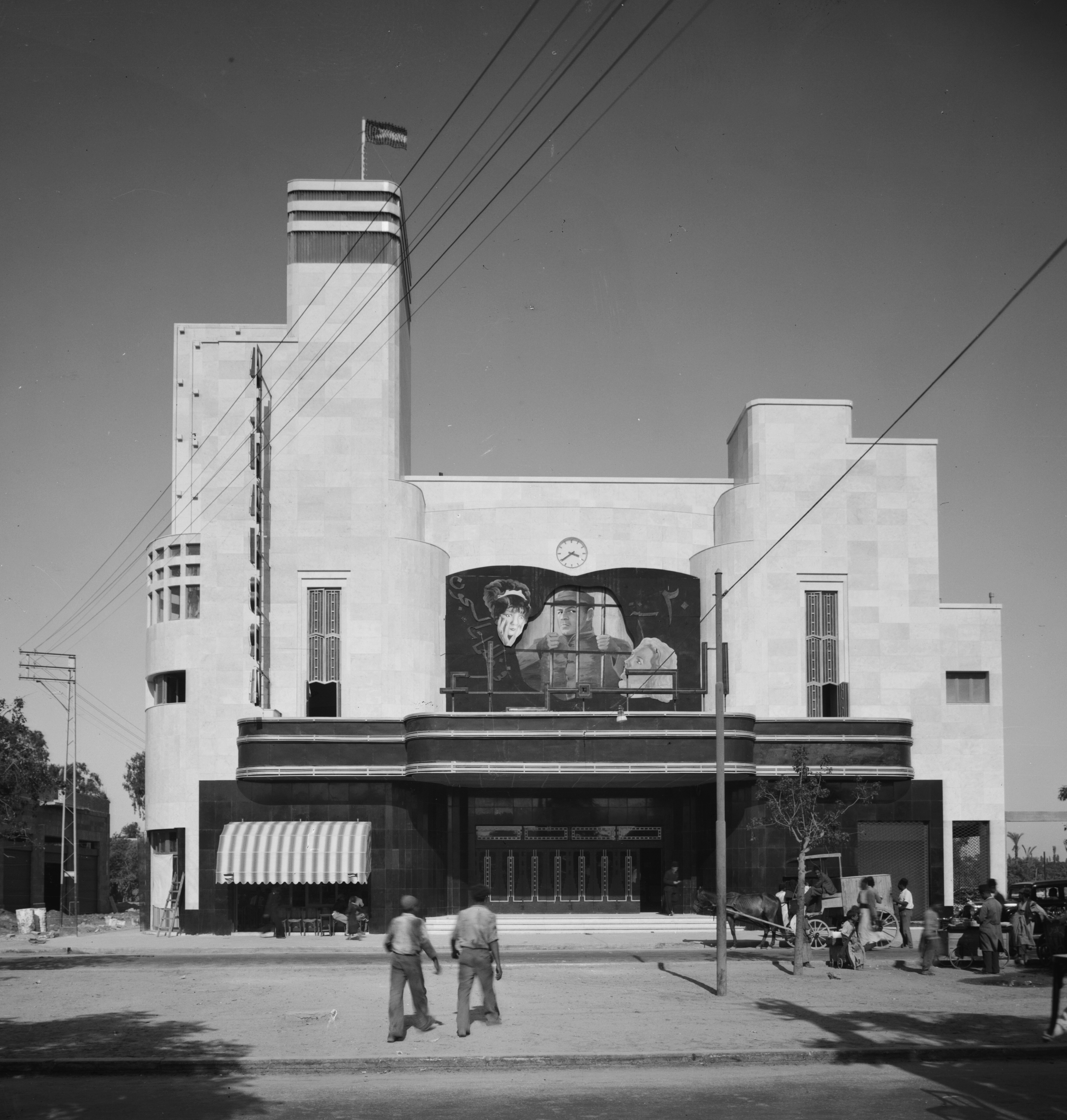
علم فلسطين مرفوعا على مبنى سينما الحمرا في مدينة يافا سنة 1937م

علم دولة فلسطين هو علم استخدمه الفلسطينيون منذ النصف الأول من القرن العشرين للتعبير عن طموحهم الوطني.
يتكون العلم من ثلاثة خطوط أفقية متماثلة (من الأعلى للأسفل: أسود، وأبيض، وأخضر) فوقها مثلث أحمر متساوي الساقين قاعدته عند بداية العلم (القاعدة تمتد عموديا) ورأسه واقع على ثلث طول العلم أفقيا.
استخدم الفلسطينيون العلم في إشارة للحركة الوطنية الفلسطينية عام 1917. وفي عام 1947، فسر حزب البعث العربي العلم كرمز للحرية وللوحدة العربية. أعاد الفلسطينيون تبني العلم في المؤتمر الفلسطيني في غزة عام 1948. تم الاعتراف بالعلم من قبل جامعة الدول العربية على أنه علم الشعب الفلسطيني، كما أكدت منظمة التحرير على ذلك في المؤتمر الفلسطيني في القدس عام 1964، وفي 15 نوفمبر 1988، تبنت منظمة التحرير الفلسطينية العلم ليكون علم الدولة الفلسطينية التي أعلنت من جانب واحد عام 1988.
في 2 نوفمبر عام 2011 قرر رئيس السلطة الفلسطينية محمود عباس اعتبار يوم 2 نوفمبر يوم حداد وطني للفلسطينيين ينكس فيه العلم للتذكير بوعد بلفور الذي دعم تأسيس «وطن قوميّ للشعب اليهوديّ» في فلسطين.

## تاريخ
إن العلم الحالي هو علم الثورة العربية والمملكة الحجازية، صممه الشريف حسين في عام 1916، واستخدمه الفلسطينيون للإشارة إلى الحركة الوطنية الفلسطينية في عام 1917. وفي عام 1947، جعله حزب البعث العربي رمزًا للحرية والوحدة العربية. وفي عام 1948 أعاد الفلسطينيون تبني العلم في المؤتمر الفلسطيني في غزة، حيث اعترفت به جامعة الدول العربية على أنه يخص الشعب الفلسطيني. وفي أول اجتماع للمجلس الوطني الفلسطيني، في 28 مايو 1964، وضع ميثاقه القومي، ونصت المادة 27 على أن يكون لدولة فلسطين قسم ونشيد وعلم وحددت ألوان علم فلسطين بالترتيب كالتالي: أخضر أبيض أسود مع مثلث أحمر.

## الحظر
في عام 1967 مباشرة بعد حرب الأيام الستة، حظرت إسرائيل العلم الفلسطيني في قطاع غزة والضفة الغربية المحتلة. حظر قانون صدر عام 1980 الأعمال الفنية ذات "الطابع السياسي" المكونة من ألوانها الأربعة، واعتقل عدة فلسطينيين لعرضهم مثل هذه الأعمال الفنية.
رفع الحظر بعد توقيع اتفاقيات أوسلو للسلام في عام 1993. ومع ذلك لا تزال الشرطة الإسرائيلية تصادر الأعلام الفلسطينية بشكل روتيني. في يناير 2023 أعلن وزير الأمن القومي إيتمار بن غفير نية حكومة إسرائيل حظر عرض العلم في الأماكن العامة.

## علم الانتداب البريطاني

علم فلسطين ايام الانتداب البريطاني

خلال فترة الحكم البريطاني (ما بين 1920–1948)، تم استخدام علم فلسطين على أساس انه رايه مدنية بريطانية، كان اللون الأحمر يعني الاتحاد في كانتون، ودائره بيضاء مع اسم الولاية (فلسطين) باللغة الإنجليزية مزركشة بداخلها. وكان ذلك إلى حد غير عادي، نظرا إلى ان ما يقرب جميع الأراضي البريطانية الأخرى في أفريقيا وآسيا كانت اعلامها على أساس اعلام الراية الزرقاء، في حين ان النسخة الحمراء كانت تستخدم أساسا في أوروبا وأمريكا الشمالية. كان العلم هو الراية التي تستعملها أساسا المؤسسات الحكومية. انتهى استخدامه عندما انتهى عهد الانتداب في عام 1948.
لم يعترف الفلسطينيون بهذا العلم لاشعبيا ولارسميا، انما كان يرفع فوق المؤسسات الحكومية التابعة لحكومة الانتداب فقط.

## أعلام تاريخية
- النسخة المستخدمة خلال ثورة فلسطين 1936.
- النسخة المستخدمة خلال حكومة عموم فلسطين، شبيها لعلم الثورة العربية.
- العلم في الفترة بين 1948 و1964[11]
- نسخة بمثلث أقصر، التي استخدمتها منظمة التحرير الفلسطينية حتى الثمانينات

## دول ومناطق أخرى رفعت هذا العلم
بالإضافة إلى تبني الفلسطينيين لهذا العلم كرمزٍ وطنيٍّ لهم منذ بداية القرن العشرين، كانت هناك في نفس الوقت عدة دول وإمارات في المنطقة كانت ترفع هذا العلم وتعتبره أيضا علمها الوطني وهذه المناطق هي:
- الحجاز، كان ذلك ما بين 1921–1926 أي فترة ما قبل توحيدها مع نجد وتكوين السعودية.
- إمارة شرق الأردن، حيث تم تبنيه عند تأسيس الإمارة في الأردن منذ 1921 إلى غاية اعتماد العلم الأردني الحالي في 1928.
- استخدم هذا العلم، كعلم حيادي للاتحاد الاندماجي الذي تم بين الأردن والعراق، حين تكون الاتحاد الهاشمي العربي بين المملكتين في عام 1958، التي دامت لأشهر فقط.
- يستخدم حزب البعث العربي الاشتراكي الحاكم في سوريا كما كان في العراق - قبل سقوط النظام، منذ تأسيسه في عام 1947 هذا العلم، كرمز موحد للقومية العربية.

## رفع العلم في الأمم المتحدة
وافقت الجمعية العامة للأمم المتحدة على رفع علم فلسطين في مقرها في نيويورك وصدر القرار يوم 11 سبتمبر 2015.
وصوت للقرار 119 دولة وامتنعت 45 دولة بينما عارضت 8 دول.
الدول الثمانية المعارضة هي:
- الولايات المتحدة
- كندا
- أستراليا
- إسرائيل
- توفالو
- بالاو
- جزر مارشال
- ولايات ميكرونيسيا المتحدة

## روابط خارجية
تفاصيل حول معنى العلم الفلسطيني (بالإنجليزية)